# Jean-Pierre Saintonge
Jean-Pierre Saintonge (* 6. Dezember 1945 in Montreal) ist ein kanadischer Jurist und Politiker der Parti libéral du Québec, der von 1989 bis 1994 Präsident der Nationalversammlung von Québec war.

## Leben
Jean-Pierre Saintonge, Sohn von Bernard Saintonge und dessen Ehefrau Yvette Patry, absolvierte ein Lehramtsstudium, das er mit einem Baccalauréat en pédagogie, einem Baccalauréat ès arts und dem Lehrerdiplom A abschloss. Danach war er zwischen 1967 und 1969 als Lehrer am Collège Saint-Ignace sowie von 1969 bis 1972 als Lehrer an der École Saint-Léon in Westmount in der Erwachsenen- und Weiterbildung tätig, ehe er zwischen 1972 und 1973 als Lehrer an der Allgemeinbildenden und berufsbildenden Fachhochschule Ahuntsic unterrichtete, einem sogenannten CÈGEP (Collège d’enseignement général et professionne). Er absolvierte zudem ein Studium der Rechtswissenschaften an der Universität Montreal, welches er mit einem Licencié en droit beendete. Nachdem er 1973 seine Zulassung als Rechtsanwalt für die Provinz Québec erhalten hatte, arbeitete er bis November 1973 erst als stellvertretender Protonotar im Justizministerium von Québec und im Anschluss von 1973 bis 1981 als Mitglied und Partner der Anwaltskanzlei „Vermette, Dunton, Ciaccia, Rusko, De Wever and Saintonge“.
Bei der Wahl am 13. April 1981 wurde Saintonge für die Parti libéral im Wahlkreis „Laprairie“ erstmals zum Mitglied der Nationalversammlung von Québec gewählt und konnte sich dabei gegen den bisherigen Wahlkreisinhaber Gilles Michaud von der Parti Québécois durchsetzen. Er wurde bei der Wahl am 2. Dezember 1985 wiedergewählt, woraufhin Denis Lazure von der Parti Québécois den „Laprairie“ bei der Wahl am 25. September 1989 gewann. Er selbst wiederum wurde bei der Wahl am 25. September 1989 im neu geschaffenen Wahlkreis „La Pinière“ zum Mitglied der Nationalversammlung gewählt und vertrat diesen Wahlkreis für eine Legislaturperiode bis zur Wahl am 12. September 1994, bei der seine Parteifreundin Fatima Houda-Pepin zur neuen Abgeordneten des Wahlkreises „La Pinière“ gewählt wurde.
Jean-Pierre Saintonge war zwischen dem 16. Dezember 1985 bis 28. November 1989 Vizepräsident der Nationalversammlung und wurde zu Beginn der 34. Legislaturperiode am 28. November 1989 als Nachfolger seines Parteifreundes Pierre Lorrain Präsident der Nationalversammlung. Er bekleidete dieses Amt bis zum Ende der Legislaturperiode, woraufhin Jean-Pierre Charbonneau von der Parti Québécois zu Beginn der 35. Legislaturperiode am 29. November 1994 zum neuen Parlamentspräsidenten gewählt wurde.
Knapp ein Jahr nach seinem Ausscheiden wurde Saintonge am 6. September 1995 zum Richter am Gerichtshof von Quebec ernannt und war von Oktober 2002 bis Oktober 2007 Koordinator des Gerichtshofs von Québec für die Region Montérégie.

## Ehrungen und Auszeichnungen
Jean-Pierre Saintonge wurde mit dem Großkreuz des Ordre de la Pléiade der Parlamentarischen Versammlung der Frankophonie ausgezeichnet und erhielt am 13. Mai 2014 die Ehrenmedaille der Nationalversammlung.